# Hacıvar
Hacıvar è un comune dell'Azerbaigian situato nel distretto di Babək.